# Tyr Sport, Inc.
Tyr Sport Inc. är en tillverkare av fritids- och tävlingsbadbyxor, badmössor och simglasögon. Företaget grundades 1985 av amerikanska olympiskamedaljören Steve Furniss. Tyr har sitt säte i Huntington Beach i Kalifornien. I motsats till vad många tror så är inte namnet ett akronym, snarare är företaget uppkallat efter Tyr. Företaget tillverkar produkter för simning, simhopp, vattenpolo samt Triathlon.